# Sebastião Rufino
Sebastião Rufino Ribeiro (Recife, 1937) è un ex arbitro di calcio brasiliano, internazionale dal 1967 al 1979.

## Carriera
Attivo a livello statale dagli anni 1960, dal 1971 ha diretto in Série A. È stato affiliato sia alla CBF che alla Federazione Pernambucana. Tra i suoi risultati più rilevanti negli incontri internazionali si annoverano la presenza in quattro edizioni della Copa Libertadores.